# Winston Dugan
Winston Dugan (ur. 3 września 1876 w Birr, zm. 17 sierpnia 1951 w Londynie) – brytyjski żołnierz i polityk, w latach 1934–1939 gubernator Australii Południowej, następnie w latach 1939-1949 gubernator Wiktorii. Od 1949 par dziedziczny jako 1. baron Dugan of Victoria.

## Życiorys

### Kariera wojskowa
Był synem urzędnika oświatowego. Pod koniec XIX wieku służył w British Army w stopniu sierżanta, a w 1900 otrzymał promocję na pierwszy stopień oficerski (podporucznika). Walczył w II wojnie burskiej oraz w I wojnie światowej, podczas której został ranny. W 1928 otrzymał honorowy urząd adiutanta wojskowego króla Jerzego V. W 1930 został awansowany na pierwszy stopień generalski. 

### Kariera gubernatorska
W 1934 został mianowany gubernatorem Australii Południowej, co było stanowiskiem bardzo prestiżowym, lecz pozbawionym realnej władzy. Od gubernatora i jego małżonki oczekiwało się raczej godnego wypełniania obowiązków ceremonialnych. Dugan i jego żona dobrze to rozumieli i pasowali do tej roli, co sprawiło, iż powszechnie byli bardzo pozytywnie oceniani jako para gubernatorska. W 1939 Dugan został przeniesiony na analogiczne stanowisko w stanie Wiktoria. Zajmował je przez dziesięć lat, zamiast zwyczajowych 4-5 lat, co było dowodem szacunku, jakim darzyły go wszystkie siły polityczne. 

### Późniejsze życie i śmierć
W 1949 Dugan powrócił do Wielkiej Brytanii, gdzie został wyniesiony do godności członka Izby Lordów jako baron Dugan of Victoria. Zmarł dwa lata później w wieku 74 lat. Choć formalnie jego tytuł lordowski był dziedziczny, wygasł w chwili jego śmierci, gdyż lord Dugan nigdy nie miał dzieci. Jego żona przeżyła go o 34 lata, a gdy i ona zmarła, okazało się, że niemal cały swój majątek zapisała na cele charytatywne. 

### Odznaczenia
W 1915 otrzymał Distinguished Service Order. W 1918 został kawalerem Orderu św. Michała i św. Jerzego, a w 1929 kawalerem Orderu Łaźni. W 1934 został awansowany do rangi Rycerza Komandora Orderu św. Michała i św. Jerzego, co uprawniało go do tytułu Sir przed nazwiskiem. 